# Al-Birwa
Al-Birwa (in arabo البروة‎?, translitterato anche al-Birweh ) era un villaggio arabo palestinese, situato 10,5 chilometri (6,5 mi) a est di Acri (Akka). La sua superficie totale era di 13.542 dunam (13,5 km²). Il villaggio si spopolò durante la guerra arabo-israeliana del 1948.
Le origini di Al-Birwa risalivano all'epoca romana. L'insediamento raggiunse il suo apice in epoca bizantina. Nella metà dell'XI secolo d.C. Al-Birwa venne menzionata dal geografo persiano Nasir Khusraw ed era conosciuta dai crociati come "Broet".
Il villaggio passò sotto il dominio mamelucco alla fine del XIII secolo e all'inizio del XVI secolo fu conquistato dagli Ottomani, che lo governarono per quattro secoli.
Durante il mandato britannico in Palestina, al-Birwa fu sede di intermediari del potere locale. Al-Birwa divenne un centro di operazioni ribelli durante la rivolta del 1936-1939 contro il dominio britannico. Negli anni '40, molti degli abitanti si trasferirono nelle città vicine, come Haifa, avendo perso le loro terre a causa dei debiti. Chi rimase continuò a dedicarsi all'agricoltura, in particolar modo alla vendita di olive e cereali nei vicini mercati di Acri. Al-Birwa fu assediata dagli israeliani all'inizio del giugno 1948, ma fu in seguito riconquistata dagli abitanti locali. In seguito il villaggio fu occupato permanentemente dagli israeliani nel 1948. I suoi abitanti, compreso il futuro poeta palestinese Mahmoud Darwish, trovarono riparo nei villaggi vicini o in Libano. Le colonie ebraiche di Yas'ur e Ahihud furono fondate sul territorio di al-Birwa rispettivamente nel 1949 e nel 1950.

## Geografia
Al-Birwa sorgeva su una collina rocciosa che domina la pianura di Acri, con un'altitudine media di 60 metri s.l.m. Era situata all'incrocio di due importanti strade: una portava ad Acri e l'altra verso Haifa. Situata a 10,5 chilometri a est di Acri, le altre località più vicine includevano al-Damun (anch'essa spopolata nel 1948) a sud, e le città arabe di Jadeidi a nord-ovest, Julis a nord, Sha'ab a est e Majd al-Kurum a nord-est.
La superficie totale di Al-Birwa era di 13,42 ettari, di cui 59 dunam erano aree edificate. I terreni coltivabili rappresentavano il 77% della superficie totale. I frutteti furono piantati su 1.548 dunam di cui 1.500 destinati agli uliveti e 8.457 dunam furono destinati ai cereali.

## Archeologia
A partire dal 2000 sono stati condotti numerosi scavi archeologici nel sito di al-Birwa. I ritrovamenti includono un grande edificio e numerosi frammenti di ceramica del tardo romano, una moneta di bronzo del I o II secolo d.C., resti di un antico frantoio, recipienti di vetro, tra cui un calice da vino e bottiglie datate al periodo tardo bizantino e omayyade (VII secolo e prima metà dell'VIII secolo d.C.) e un serbatoio idrico sotterraneo. Sono stati rinvenuti anche alcuni frammenti di ceramica del periodo crociato e mamelucco.
Nel 2008 sono stati scoperti i resti di un grande frantoio di epoca bizantina, insieme ad oggetti appartenenti ad una chiesa. Gli archeologi ritengono che il frantoio potesse essere situato all'interno di un monastero bizantino.

## Storia

### Antichità
Il sito storico più antico, Tel Birwa (o anche Tel Berweh), si trova a poca distanza a sud-ovest del villaggio arabo con lo stesso nome, nei pressi di un tumulo di circa 450 metri di circonferenza e 23 metri di altezza. Nei pressi del tumulo sono stati rinvenuti diversi frammenti di ceramica greco-romana. L'assenza di cericamica di stile arabo fa sospettare che l'insediamento sia stato abbandonato nel tardo periodo dell'impero romano. C.R. Conder e H.H. Kitchener hanno avanzato l'ipotesi che il toponimo Al-Birwa sia da ricondurre al più antico Beri (in ebraico בירי‎?), menzionato nel Talmud di Gerusalemme ( Pesahim iv.1 [26a]) insieme al villaggio di Cabul, in Galilea.
Secondo Giuseppe Flavio, i villaggi nelle immediate vicinanze di Cabul furono saccheggiati e bruciati durante la prima guerra giudaica contro Roma.

### Medioevo
Al-Birwa fu menzionata nel 1047 d.C., durante il dominio fatimide, quando fu visitata dal geografo persiano Nasir Khusraw.  Khusraw descrive un villaggio situato "tra Acri e Damun ", e riferisce di aver visitato quelle che descrive come le tombe di Simeone ed Esaù.
I crociati strapparono il controllo della Palestina ai Fatimidi nel 1099, periodo in cui compaiono riferimenti ad al-Birwa sotto il nome di Broet. Nel 1253, John Aleman, vassallo di Cesarea, vendette al-Birwa, insieme a molti altri villaggi, ai Cavalieri Ospitalieri di San Giovanni.  Al-Birwa fu menzionata come parte del dominio dei crociati con sede ad Acri nell'hudna (accordo di pace) del 1283 con i mamelucchi sotto il sultano al-Mansur Qalawun.  Alla fine del XIII secolo, i Mamelucchi sconfissero e conquistarono gli ultimi avamposti crociati lungo la costa settentrionale della Palestina.

### Impero ottomano
Al-Birwa passò sotto il dominio ottomano nel 1517, insieme a tutta la Palestina. Nel 1596, al-Birwa si presentava come un piccolo villaggio nel Sangiaccato di Acri (sottodistretto di Acri), parte del distretto di Safed. Secondo i registri fiscali ottomani, al-Birwa aveva 121 residenti nel 1596. Una mappa dell'invasione napoleonica del 1799 del cartografo francese Pierre Jacotin raffigurava al-Birwa come "Beroweh", sebbene la sua posizione sulla mappa fosse fuori posto.

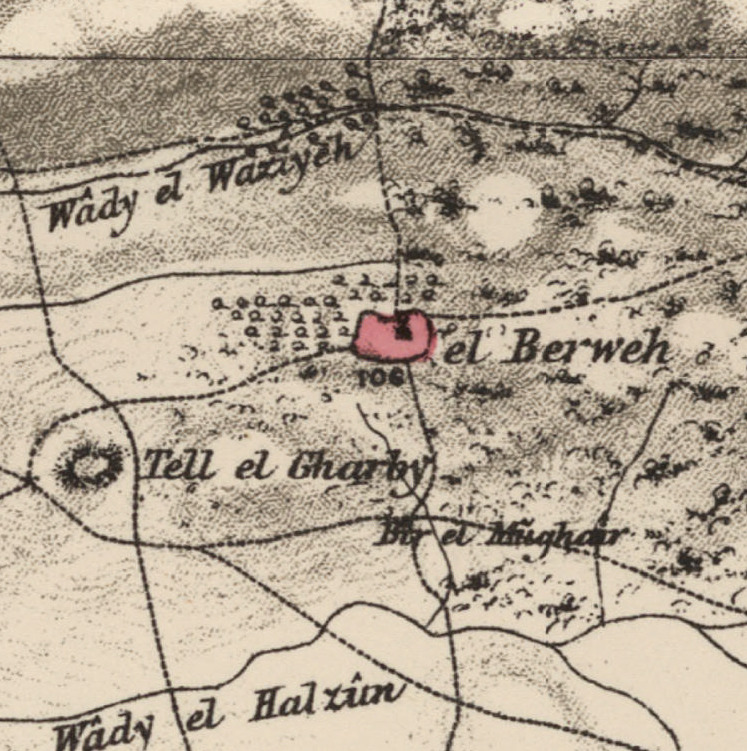
Mappa storica di Al-Birwa (1870)

Alla fine del XIX secolo, al-Birwa conobbe un considerevole sviluppo, diventando un grande villaggio, con un pozzo nella zona meridionale. A nord si trovavano "bellissimi uliveti e fruttuosi campi di grano", come li descrisse un viaggiatore occidentale nella regione a metà del XIX secolo. Il biblista americano Edward Robinson visitò al-Birwa nel 1852 e notò che era uno dei 18 villaggi in Palestina con una chiesa cristiana (ortodossa orientale) ancora in funzione. Nel 1859, il console britannico Edward T. Rogers registrò che al-Birwa aveva circa 900 abitanti. L'esploratore francese Victor Guérin, durante una visita nel 1875, descrisse i cristiani di Al-Birwa come greco-ortodossi e notò che avevano una chiesa "abbastanza nuova".
Un censimento del 1887 rilevava che al-Birwa abitavano circa 755 abitanti, di cui 650 musulmani e 105 cristiani. Nel 1888, gli Ottomani costruirono una scuola elementare.

### Mandato britannico

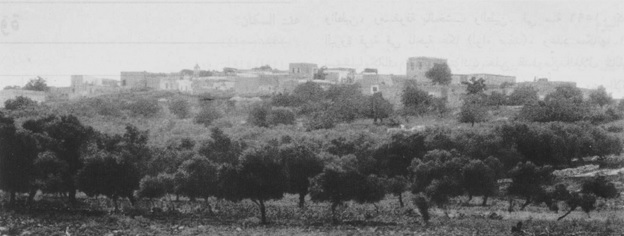
Al-Birwa vista da lontano nel 1928

Nel 1917, durante la Prima guerra mondiale, le forze britanniche scacciarono gli Ottomani dalla Palestina e nel 1920 venne istituito il Mandato britannico della Palestina. Nel censimento del 1922, al-Birwa aveva una popolazione di 807 abitanti, composta da 735 musulmani e 72 cristiani. I cristiani erano per lo più ortodossi, con cinque anglicani. Nel censimento del 1931, la popolazione era aumentata a 996 abitanti, di cui 884 musulmani e 92 cristiani, che vivevano in un totale di 224 case. I tetti in cemento si diffusero ad al-Birwa negli anni '30, durante un periodo di significativa espansione del villaggio.
Alcuni abitanti di al-Birwa parteciparono alla rivolta araba del 1936-1939 contro il dominio britannico e l'immigrazione ebraica di massa in Palestina. Un comandante della rivolta per la regione di Nazareth-Tiberia, lo sceicco Yihya Hawash, era originario di al-Birwa. Fu arrestato dagli inglesi e condannato all'ergastolo. Gli inglesi giustiziarono anche otto residenti di al-Birwa che avevano partecipato alla rivolta. Tra gli altri comandanti ribelli e partecipanti alla rivolta provenienti da al-Birwa vi erano Asad Atallah, Mahmoud al-Joudi, Saleh Mahmoud Me'ari-Abu Sa'ud, Abd al-Hamid Daher Me'ari, Muhammad al-Hajj Ali, Yusef Taha, Fadil Eid, Yousif Mai e Abbas al-Shattawi.  Alcune donne di al-Birwa parteciparono alla rivolta trasportando armi, acqua e cibo ai ribelli posizionati sulle colline nelle vicinanze. Anziani rifugiati di al-Birwa intervistati nel 2003-2004 hanno ricordato che durante la rivolta, i ribelli locali fecero esplodere una mina che colpì una jeep militare britannica su una strada adiacente ad al-Birwa nell'agosto del 1937, spingendo i britannici a lanciare misure punitive contro il villaggio. Questo evento provocò una dura reazione da parte delle forze britanniche, che adottarono misure punitive contro al-Birwa. Queste includevano l'arresto degli uomini del villaggio, che furono poi costretti a raccogliere piante di cactus nei pressi di Acri, per poi essere brutalmente posizionati sopra di esse. Le donne del villaggio furono lasciate a soccorrere i feriti.

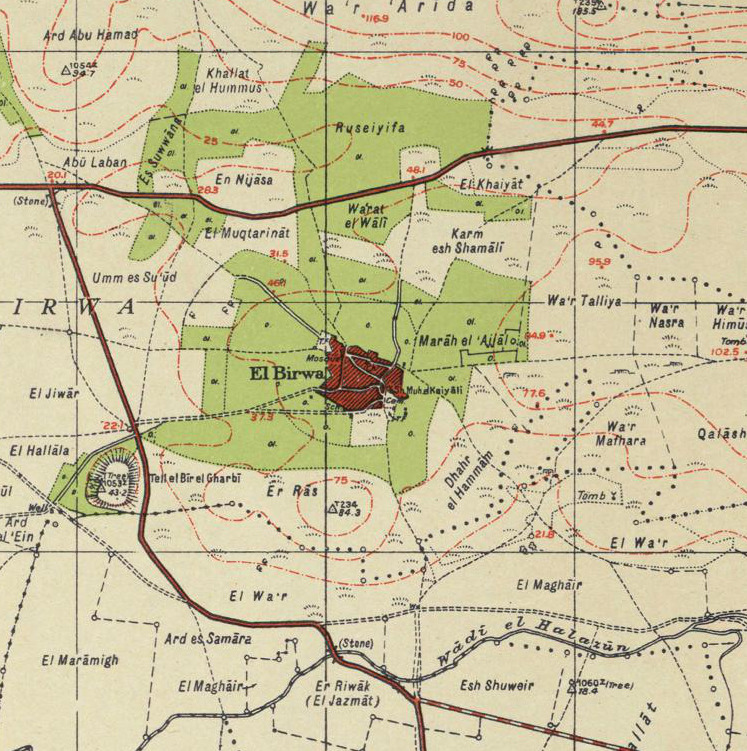
Mappa storica di Al-Birwa nel 1940

Secondo le statistiche del 1945, la popolazione di al-Birwa era di 1.460 abitanti, di cui 130 cristiani. Tra le famiglie e i proprietari terrieri più importanti del villaggio vi erano i Saad, i Darwish, gli Abdullah, i Kayyal, i Sakkas, gli al-Wakid, gli al-Joudi, i Najm, gli al-Dabdoub, i Khalid, gli Akawi, gli Hissian, gli Hawash e gli al-Sheikha. Lo status socio-economico nel villaggio era in gran parte determinato dalla proprietà terriera. Circa 140 residenti del villaggio erano affittuari che lavoravano per le famiglie Moughrabi, al-Zayyat e Adlabi, grandi proprietari terrieri.
Secondo le informazioni raccolte dall'Haganah (un'organizzazione paramilitare ebraica in Palestina), i tradizionali mediatori di potere locali della Galilea centrale erano residenti di al-Birwa, che "risolvevano tutti i conflitti nei villaggi vicini".
Negli anni '40, al-Birwa aveva tre frantoi, una moschea, una chiesa e circa 300 case. Oltre alla scuola maschile di epoca ottomana, nel 1943 fu istituita una scuola elementare per ragazze. A quel punto, molti abitanti persero tutte o parte delle loro terre a causa dei debiti e, contemporaneamente, uomini e donne di al-Birwa lavorarono sempre più spesso in progetti pubblici, come la costruzione di strade e la raffineria di petrolio di Haifa, o in installazioni militari britanniche, per compensare le perdite di reddito. Tuttavia, l'agricoltura rimase ancora la principale fonte di reddito e le principali coltivazioni del villaggio continuarono ad essere olive, grano, orzo, mais, sesamo e angurie.
Nel 1944-45, i residenti del villaggio possedevano un totale di 600 bovini, 3.000 capre e 1.000 polli. Le donne, in particolare le giovani donne appartenenti a famiglie di piccoli proprietari terrieri, partecipavano al lavoro della terra insieme agli uomini della loro famiglia, mentre molte donne appartenenti a famiglie senza terra traevano reddito come lavoratrici stagionali nelle terre di altri residenti del villaggio. Esisteva una divisione generale del lavoro basata sul genere: le donne raccoglievano l'acqua dei pozzi, allevavano il bestiame, cagliavano il latte e trasportavano le merci ai mercati di Acri; gli uomini in genere aravano e seminavano, e sia gli uomini che le donne raccoglievano le olive.

### Occupazione Israeliana
Le forze israeliane della Brigata Carmeli conquistarono per la prima volta al-Birwa l'11 giugno 1948 nell'ambito dell'Operazione Ben-Ami, un giorno prima della prima tregua della Guerra arabo-israeliana del 1948. Durante i combattimenti, 45 anziani residenti si nascosero nella chiesa con il prete. I difensori del villaggio si arresero dopo aver perso uomini e finito le munizioni. I residenti si rifugiarono nei villaggi vicini per tredici giorni. Tuttavia, gli scontri continuarono durante la tregua. Secondo i miliziani locali di al-Birwa, 96 uomini del villaggio armati di fucili e un numero uguale di uomini armati con armi non da fuoco e donne disarmate si unirono alle linee dell'Esercito Arabo di Liberazione (ALA). I soldati armati di fucili attraversarono per primi le linee del fronte, seguiti dagli uomini armati di asce, pale e bastoni e dalle donne che portavano acqua per assistere i feriti. La milizia ad hoc di al-Birwa colse di sorpresa la piccola forza di soldati dell'Haganah (che il 26 maggio entrò a far parte delle Forze di Difesa Israeliane) e la costrinse a retrocedere di un chilometro a ovest di al-Birwa. Gli abitanti locali rimasero nel villaggio fino al 24 giugno, quando i comandanti dell'ALA suggerirono loro di raggiungere le loro famiglie nei villaggi vicini. I miliziani hanno poi riportato che l'ALA rimase in disparte durante gli scontri non ricevendo ordini diretti dai loro superiori.
Stando alle fonti israeliane, l'IDF combatté contro le unità dell'ALA nei pressi di Al-Birwa provocando 100 vittime il 25 giugno. Il New York Times documentò due giorni di combattimenti nel villaggio e la presenza di osservatori delle Nazioni Unite (ONU) inviati ad indagare sulle violazioni della tregua. Secondo il quotidiano statunitense "una piccola guarnigione israeliana controllava al-Birwa prima della [prima] tregua", ma fu sopraffatta dalle truppe dell'ALA di Nazareth a seguito di un attacco improvviso. Alcuni residenti si accamparono nella periferia del villaggio, riuscendo solo occasionalmente ad entrare nel villaggio per raccogliere effetti personali. Dopo la fine della prima tregua, a metà luglio, al-Birwa fu definitivamente presa da Israele durante l'Operazione Dekel. Nonostante i tentativi dell'ALA di riprendere il controllo, il 18 luglio il villaggio era fermamente nelle mani israeliane.
Il 20 agosto 1948, il Fondo Nazionale Ebraico chiese di costruire un insediamento su alcune delle terre di Al-Birwa e il 6 gennaio 1949 vi fu fondato il kibbutz Yas'ur. Nel 1950, sulle terre occidentali del villaggio fu inaugurato il moshav di Ahihud.
Secondo lo storico palestinese Walid Khalidi, nel 1982 dell'originaria Al-Birwa restavano ancora una delle scuole, due santuari e tre case. Uno dei santuari era a cupola e costruito in pietra. La maggior parte delle strutture si trovavano in mezzo a cactus, erbacce, uliveti, fichi e alberi di gelso. La maggior parte degli abitanti di al-Birwa fuggì nelle città e nei villaggi arabi vicini, tra cui Tamra, Cabul, Jadeidi, Kafr Yasif, e altre località.

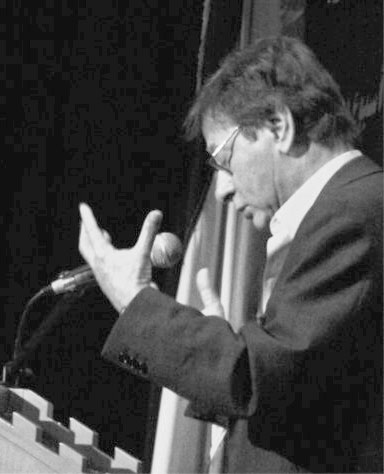
Il poeta Mahmoud Darwish, nato ad Al-Birwah nel 1941

A Jadeidi i rifugiati di Al-Birwa s'insediarono per lo più nel quartiere poi chiamato al-Barawneh, dal nome del loro villaggio d'origine, o in alternativa Al-Kayyali, dal nome della famiglia Kayyal, molti dei quali vivevano nel quartiere e uno di loro, Afif Kayyal, fu eletto sindaco negli anni '90 e nel 2003. Alcuni altri fuggirono in Libano e finirono nel campo profughi di Shatila (anni dopo scenario dell'omonimo massacro), alla periferia di Beirut, dove lo storico palestinese Nafez Nazzal li intervistò nel 1973. Tra i profughi di Al-Birwa c'era Mahmoud Darwish, che nacque nel villaggio nel 1941 e vi visse parte della sua infanzia.
Nel 1950, Tawfik Toubi, un membro arabo della Knesset, sollevò alla Knesset la questione dei rifugiati sfollati di Al-Birwa, chiedendo che fosse loro permesso di tornare alle loro case. Il Primo Ministro David Ben-Gurion negò la richiesta, sostenendo che Al-Birwa era un villaggio distrutto e i suoi abitanti avevano collaborato con Fawzi al-Qawuqji, ritenuto nemico di Israele. Tuttavia, affermò che il governo aveva permesso agli abitanti di stabilirsi nei villaggi limitrofi e diventare residenti in Israele. Ben-Gurion evidenziò che il governo stava trattando questi rifugiati come qualsiasi altro residente in simili situazioni, fornendo assistenza e avviando un programma di reinsediamento, anche se non necessariamente nei loro villaggi originari.
Nel dicembre 1951, il sito del villaggio è stato dichiarato zona militare chiusa.
Al-Birwa è tra i villaggi palestinesi per i quali si sono svolte marce commemorative del ritorno, tipicamente nell'ambito della Giornata della Nakba.